# Colotois cuneata
Colotois cuneata là một loài bướm đêm trong họ Geometridae.